# Madhupur
Madhupur är en ort i Indien.   Den ligger i distriktet Deoghar och delstaten Jharkhand, i den östra delen av landet, 1 100 km sydost om huvudstaden New Delhi. Madhupur ligger 250 meter över havet och antalet invånare är 50 671.
Terrängen runt Madhupur är platt. Runt Madhupur är det tätbefolkat, med 493 invånare per kvadratkilometer. Trakten runt Madhupur består till största delen av jordbruksmark.